# Javier Antonio Cabello Rubio
Javier Antonio Cabello Rubio (Valencia, 20 de julio de 1974), más conocido como Javi Cabello, es un entrenador de fútbol español que actualmente dirige al CD Eldense de Primera RFEF.

## Trayectoria
Nacido en Valencia, Cabello empezó su carrera en los banquillos en la estructura del Villarreal CF en 1999, trabajando como coordinador de los juveniles. Más tarde, fue entrenador del CD Cieza durante cuatro temporadas.
En 2004 Cabello vuelve al Villarreal, para trabajar en las categorías inferiores. En 2006, se convertiría en scouting del primer equipo. En 2008, fue nombrado director de la cantera del Valencia CF.
EL 18 de julio de 2010, Cabello volvió a los banquillos para volver a dirigir al CD Cieza. En agosto del siguiente año, fue nombrado entrenador del CD Castellón.
Cabello dejó el CD Castellón en enero de 2012, con la salida del club del propietario Fernando Miralles. 
Más tarde, permaneció sin club hasta junio de 2014, cuando fue nombrado entrenador de la Cultural y Deportiva Leonesa.
El 4 de julio de 2015, Cabello fue nombrado mánager general del Elche CF, en el que solo duró un mes en el cargo. En junio de 2017, es nombrado uno de los cuatro asistentes de Luis Zubeldía en el personal del Deportivo Alavés.
El 17 de septiembre de 2017, después de la dimisión de Zubeldía, Cabello fue nombrado entrenador interino del club vasco. Hizo su debut como entrenador en primera división tres días después en la derrota por 0–1 frente Deportivo de La Coruña.
En las siguientes temporadas continuaría como entrenador asistente del club alavesista, trabajando en los cuerpos técnicos de Abelardo Fernández, Asier Garitano, Pablo Machín y Juan Ramón López Muñiz. 
En enero de 2022, firma como entrenador asistente de Nicolás Estévez Martínez en el FC Dallas de la Major League Soccer de Estados Unidos.
El 28 de junio de 2025, firma por el CD Eldense de Primera RFEF.

### Como entrenador
| Club                                    | País           | Año             |
| --------------------------------------- | -------------- | --------------- |
| Cieza                                   | España         | 2000 - 2004     |
| Valencia CF (Coordinador de la cantera) | España         | 2008 - 2010     |
| Cieza                                   | España         | 2010 - 2011     |
| Castellón                               | España         | 2011 - 2012     |
| Elche CF (Secretario técnico)           | España         | 2014 - 2015     |
| Cultural y Deportiva Leonesa            | España         | 2014 - 2015     |
| ASPIRE Academy (Director del Scouting)  | España         | 2016-2017       |
| Deportivo Alavés                        | España         | 2017            |
| Deportivo Alavés (2º entrenador)        | España         | 2017-2021       |
| FC Dallas (2º entrenador)               | Estados Unidos | 2022-2024       |
| Club Deportivo Eldense                  | España         | 2025-actualidad |